# Penthetria picea
Penthetria picea är en tvåvingeart som beskrevs av Yang 1997. Penthetria picea ingår i släktet Penthetria och familjen hårmyggor. Inga underarter finns listade i Catalogue of Life.